# 张贻惠 (1886年)
张贻惠（1886年—1946年），字少涵，男，安徽全椒人，中国物理学家、教育家，曾任北平大学工学院院长，西北大学、西北师范学院教授。